# Heinrich Roscher (Politiker, 1838)
Eduard Wilhelm Ludwig Heinrich Roscher  (* 16. August 1838 in Ottensen; † 8. Februar 1929 in Hamburg) war ein deutscher Kaufmann und Hamburger Senator.

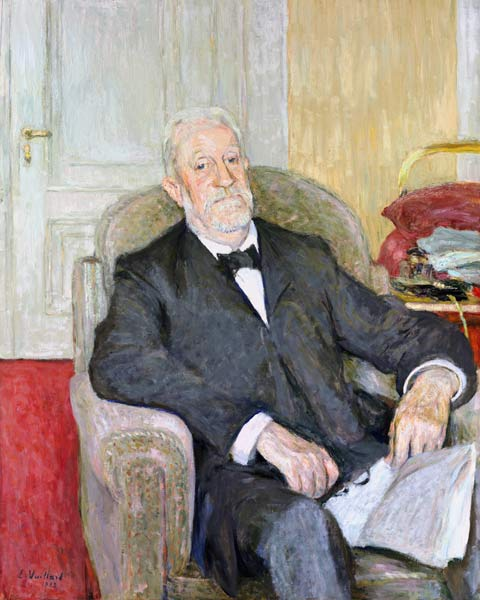
Roscher 1913, gemalt von Édouard Vuillard

## Leben
Die Vorfahren Heinrich Roschers stammten aus Lüneburg, wo sie als Juristen, Politiker und Verwaltungsbeamte arbeiteten. Der Vater Ludwig Johann Heinrich Roscher (1788–1863) arbeitete als Kaufmann bei Murck & Roscher in Hamburg. Er hatte eine Ehefrau namens Lucie Henriette, geborene Hensel (1802–1878), die aus Ottensen kam, wo der Familienvater ein Landhaus besaß. Roscher wuchs in Hamburg auf und machte im Handels- und Bankhaus Joh. Berenberg, Gossler & Co. eine kaufmännische Lehre. Anschließend wurde er Kaufmann in der Firma Roscher & Fetterlein. Roscher engagierte sich früh in unterschiedlichen Hamburger Vereinen und publizierte für den Zollanschluss Hamburgs an den deutschen Zollverein. Aufgrund dieser Tätigkeiten wurde er 1871 in die Hamburgische Bürgerschaft gewählt. Roscher gehörte der Bürgerschaft von 1871 bis 1880 und von 1883 bis 1888 an. Hatte er zunächst das Amt eines Schulpflegers inne, wurde Roscher 1873 an das Niedergericht und später an das Obergericht berufen. 1876 wurde er in die Finanzdeputation gewählt, der er bis zu seinem Eintritt in den Ruhestand angehören sollte. Roscher war 1883 Kandidat der Nationalliberalen Partei für den Reichstag, konnte aber kein Mandat erlangen.
Roscher spielte eine wichtige Rolle bei der Planung der Speicherstadt, er war in die Ausführungskommission zur Speicherstadt, einer gemeinsamen Kommission von Senat und Bürgerschaft gewählt worden. An dieser Stelle führte er zusammen mit Johannes Versmann die Verhandlungen um die Konzeption und den Bau der Speicherstadt. Es war Roschers Idee, eine halbstaatliche Gesellschaft zu gründen, die die Speicher baut und betreibt, während der Senat aber die Grundstücke zur Verfügung stellt. Um seiner Idee zum Durchbruch zu verhelfen, verhandelte Roscher 1884 eigenmächtig mit Max von Schinckel von der Norddeutschen Bank. Diese legte darauf ein Vertragsangebot vor, das geringfügig verändert die Grundlage zur Gründung der Hamburger Freihafen-Lagerhaus-Gesellschaft und damit zum Bau der Speicherstadt wurde. Auch zum Dank für diese Tätigkeit wurde Roscher am 2. Juli 1888 für den verstorbenen Max Theodor Hayn in den Hamburger Senat gewählt. Roscher gehörte dem Senat bis zu seinem Eintritt in den Ruhestand am 15. März 1909 an. Er war neben seiner Tätigkeit in der Finanzdeputation vor allem mit Wohnungsfragen befasst.
Der Afrikaforscher Albrecht Roscher (* 27. August 1836 in Ottensen; † 19. März 1860 in Hisonguny am Malawisee) war sein älterer Bruder.